# Grozăvești (stacja metra)
Grozăvești – stacja metra w Bukareszcie, na linii M1. Stacja została otwarta w 1979.